# Livilliers
Livilliers – miejscowość i gmina we Francji, w regionie Île-de-France, w departamencie Dolina Oise.
Według danych na rok 1990 gminę zamieszkiwało 386 osób, a gęstość zaludnienia wynosiła 59 osób/km² (wśród 1287 gmin regionu Île-de-France Livilliers plasuje się na 871. miejscu pod względem liczby ludności, natomiast pod względem powierzchni na miejscu 578.).